# Východní Berlín
Východní Berlín je neoficiální označení východní části Berlína, sovětského sektoru po druhé světové válce. Oficiální název zněl Berlín, hlavní město NDR (Berlin, Hauptstadt der DDR). Především v 60. letech 20. století užívala československá média též neoficiální výraz Demokratický Berlín.
Krátce po rozdělení Berlína (30. listopadu 1948) se pak 7. října 1949 stal Východní Berlín hlavním městem nově založené NDR. Současně měl od 30. listopadu 1948 de facto postavení autonomní země, a to až do 22. července 1952. 23. července 1952 pak byla NDR přeměněna v centralistický stát, země byly rozděleny mezi nově vzniklé kraje nerespektující původní zemské hranice (s výjimkou Berlína), a Východní Berlín se stal jedním z nově vzniklých krajů – Berlin, Hauptstadt der DDR o rozloze 413 km². Administrativně se Východní Berlín členil na 11 městských obvodů.

## Východní Berlín v obrazech

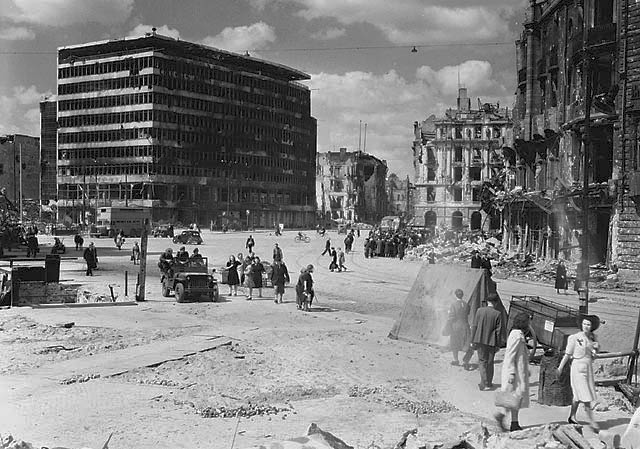
Takto vypadala oblast budoucího Východního Berlína krátce po 2. svět. válce.
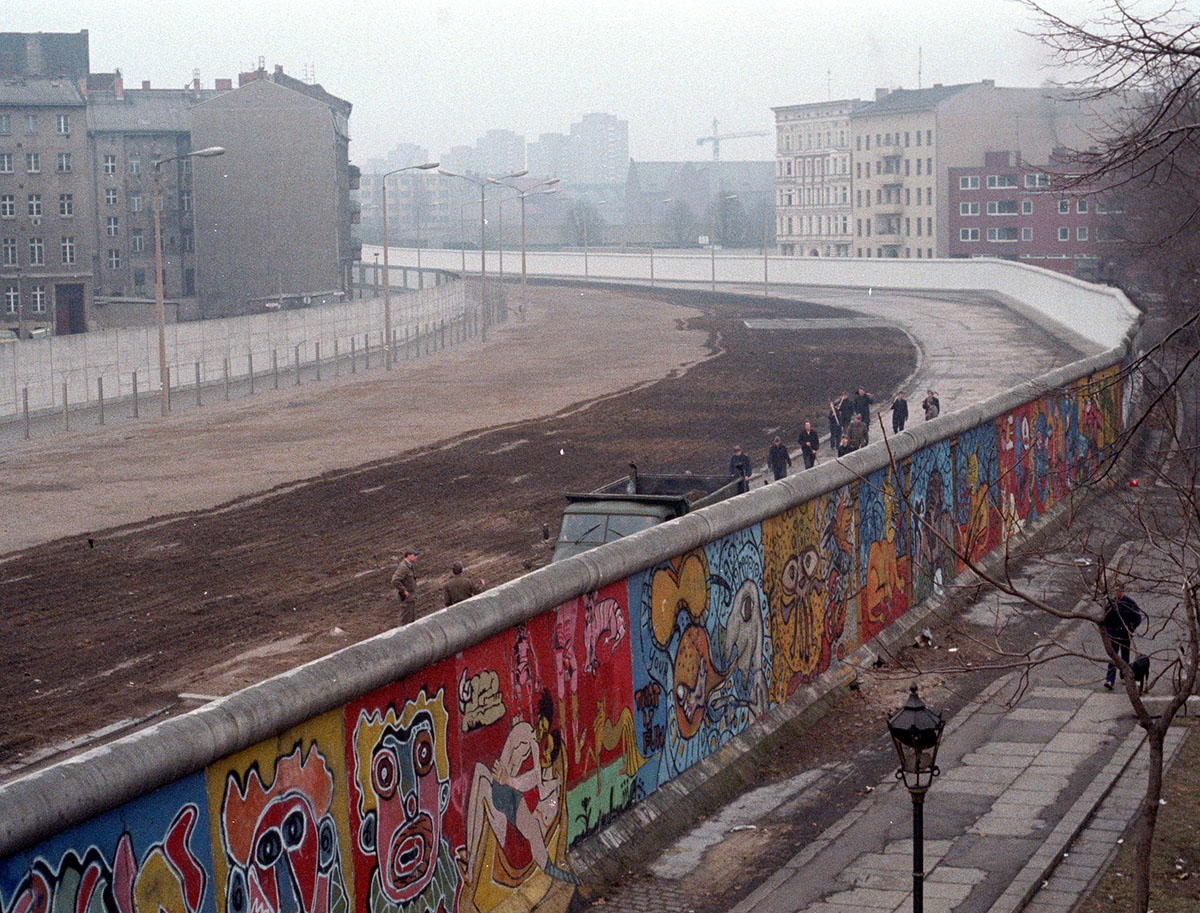
Berlínská zeď
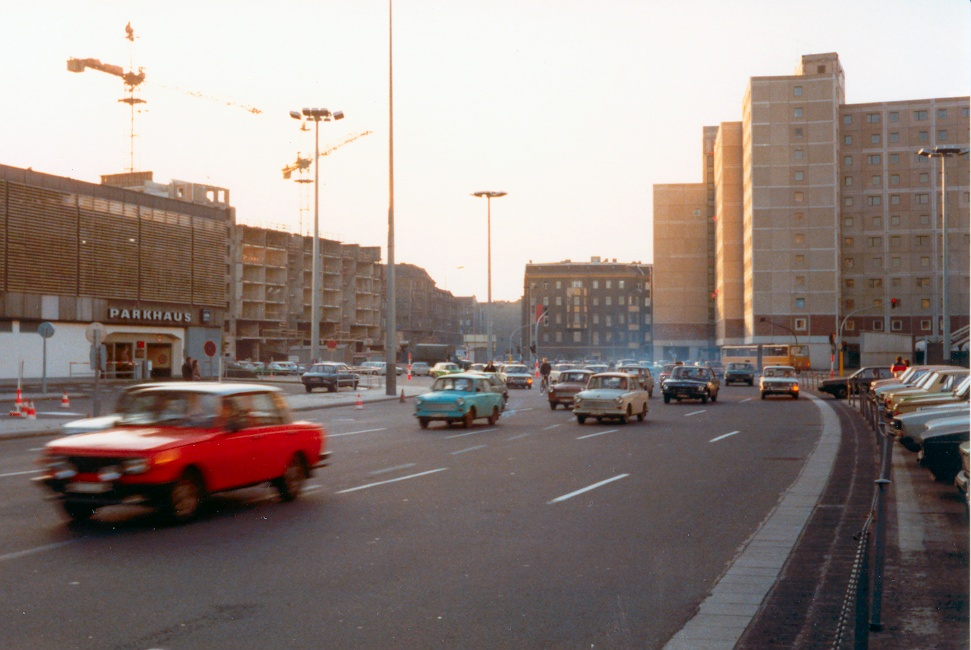
Wartburgy a trabanty na východoberlínských ulicích v roce 1983.
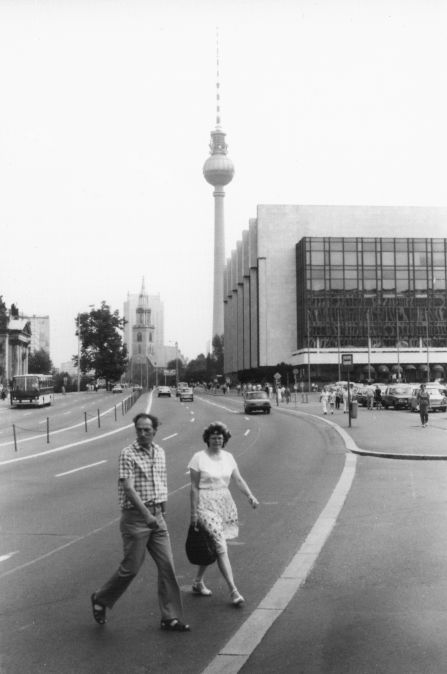
Fotka z náměstí Marxe a Engelse, v pozadí je vidět známá berlínská vysílací věž

Od Západního Berlína byl oddělen v roce 1961 berlínskou zdí, která padla 9. listopadu 1989
Pozoruhodnosti: Alexanderplatz s televizní věží (365 m), Palác republiky (Palast der Republik), Braniborská brána (Brandenburger Tor), berlínská zeď, Památník Berlín-Hohenschönhausen …